# Педро Понсе де Леон Старший
Педро Понсе де Леон Старший (исп. Pedro Ponce de León el Viejo; ок. 1305—1352) — кастильский дворянин из семьи Понсе де Леон, сын Фернандо Понсе де Леона, 4-го сеньора де Марчена, и Изабель де Гусман, сеньоры де Чипиона и Рота.
5-й сеньор де Марчена, Байлен, Рота, Майрена-дель-Алькор, Борнос и Олива-де-ла-Фронтера, рыцарь Ордена Ордена и алькаид Альхесираса.
Праправнук короля Леона Альфонсо IX и его любовницы Альдонсы Мартинес де Сильва.

## Семейное происхождение
Педро Понсе де Леон был сыном Фернандо Понсе де Леон-и-Менесес, сеньора де Марчена, и Изабель Перес де Гусман, сеньоры де Чипиона и Рота. Родителями его отца были Фернан Перес Понсе де Леон, главный аделантадо на границе Андалусии и сеньор Пуэбла-де-Астурия, и его жены Урраки Гутьеррес де Менесес. Его мать была дочерью Алонсо Переса де Гусмана, известного защитой города Тарифа и первого сеньора Санлукар-де-Баррамеда, и его жены Марии Альфонсо Коронель. Он был братом Фернандо Переса Понсе де Леона, магистра Ордена Алькантара (1346—1355).

## Биография
Дата рождения Педро Понсе де Леон неизвестна. Его отец, Фернандо Понсе де Леон-и-Менесес, в юности поссорился с королем Кастилии и Леона и переехал в Арагон, где король Арагона Педро III подарил ему различные владения. Позже он вернулся в Кастилию и получил город Марчена в 1309 году от короля Кастилии Фердинанда IV. Король Кастилии Альфонсо XI Справедливый (1311—1350) подтвердил многие привилегии Педро Понсе де Леона как кастильского дворянина. 6 апреля 1331 года Альфонсо XI был в Севилье. Там он утвердил Педро в качестве сеньора Марчены, которая принадлежала его отцу, за хорошие услуги королю в битве при Тебе (1330). Во время коронации короля он стал рыцарем Ордена, учрежденного Альфонсо XI.
В 1336 году кастильско-леонские войска, среди которых были отряды Педро Понсе де Леона вместе с войсками Хуана Алонсо Переса де Гусмана-и-Коронеля, 2-го сеньора Санлукар-де-Баррамеда, под командованием Энрике Энрикеса Младшего, сеньора Вильяльба-де-лос-Баррос, разгромил войска короля Португалии Афонсу IV в битве при Вильянуэва-де-Баркаррота. Эта победа вынудила короля Португалии снять осаду Бадахоса. 23 ноября 1337 года король снова был в городе Севилья, где он дал Педро Понсе де Леону деревню Олива-де-ла-Фронтера в Эстремадуре, которая тогда называлась Гранха-де-ла-Олива.
Позже он сопровождал короля Кастилии Альфонсо XI почти во всех предпринятых им военных экспедициях, таких как снятие осады Тарифы и битва при Саладо в 1340 году, в которой войска Королевства Кастилия победили мусульман. 20 ноября 1342 года Альфонсо XI передал Педро Понсе де Леону сеньорию Майрена-дель-Алькор, отделив муниципалитет от юрисдикции Кармоны, за услуги, оказанные Педро Понсе де Леоном во время осады Альхесираса (1342—1344). Король задокументировал передачу Майрена-дель-Алькор 17 августа 1345 года в городе Тордесильяс.
8 августа 1349 года король Альфонсо XI был в Севилье, где подтвердил владение Педро Понсе де Леон в городе Рота за многочисленные услуги, оказанные короне. В том же году Педро Понсе де Леон присутствовал с королем при пятой осаде Гибралтара, которая началась в 1349 году и продолжалась до 1350 года. При осаде Гибралтара Альфонсо XI продал ему город Байлен за сто с половиной пятьдесят тысяч мараведи, записанных в документе, составленном 26 декабря 1349 года.
26 марта 1350 года король Кастилии Альфонсо XI Справедливый умер от чумы. Ему наследовал на престоле Кастилии и Леона его сын Педро Жестокий. Педро Понсе де Леон отправился в город Альхесирас, губернатором которого он был, после смерти Альфонсо XI. Когда Гутьерре Фернандеса де Толедо назначили губернатором Альхесираса, Педро Понсе де Леон покинул этот город и отправился в Марчену. Вскоре он вернулся на службу к королю, которому продолжал служить до самой смерти. Педро Понсе де Леон умер в 1352 году.

## Погребение
После его смерти тело Педро Понсе де Леона было похоронено в монастыре Сан-Агустин в Севилье. Сейчас оно пропало без вести, его останки были помещены в гробницу, расположенную в часовне монастырской церкви.
Во время Войны за независимость в 1810 году монастырь Сан-Агустин был разграблен, а могилы Педро Понсе де Леона и его семьи были осквернены и разрушены. После того, как монастырь Святого Августина был продан в девятнадцатом веке, останки членов семьи Понсе де Леон, которые были похоронены там, были перенесены в церковь Благовещения Севильи, где они остаются сегодня, помещённые в Пантеон прославленных севильцев. в крипте Благовещенской церкви.

## Жена и дети
После января 1335 года Педро Понсе де Леон бы женат на Беатрис де Херика, дочери Хайме II де Херики, барона де Херика (1276—1321), и Беатрис де Лаурии. В браке родилось несколько детей:
- Хуан Понсе де Леон-и-Херика (+ 1367), 3-й сеньор де Марчена. Он был казнен в городе Севилья в 1367 году по приказу короля Педро I Кастильского. Он был похоронен в часовне Мехиас в монастыре Сан-Франциско-де-Севилья[10].
- Педро Понсе де Леон-и-Херика (+ 1387). Он унаследовал сеньорию де Марчена после смерти своего брата Хуана Понсе де Леона и женился на Санче де Аро, сеньоре Байлен, унаследованной от её родителей Хуана Руиса де Баэса, сеньора Ла-Гуардиа-де-Хаэн и Байлен, и Терезы де Аро. Он предком конкистадора Хуана Понсе де Леона, первооткрывателя Флориды. Его останки сейчас покоятся в церкви Благовещения Севильи, в интерьере Пантеона выдающихся людей Севильи[7].
- Альфонсо Понсе де Леон (+ после 1387), рыцарь Ордена Сантьяго и главный комендадор Королевства Леон. Он умер бездетным и был похоронен в исчезнувшем монастыре Сан-Франсиско Севильи.
- Гутьеррес Понсе де Леон, умер бездетным.
- Фернандо Понсе де Леон, умер в детстве.
- Хайме Понсе де Леон, умер в детстве.
- Мария Понсе де Леон. Она была обручена с Фернандо Альфонсо де Кастилья-и-Гусманом, сеньором де Ледесма и внебрачным сыном Альфонсо XI Кастильского, а позже вышла замуж за португальского дворянина Альвара Переса де Кастро, графа Аррайолоса, и сына Педро Фернандеса де Кастро Воина, сеньора дома Кастро.
- Беатрис Понсе де Леон-и-Херика. Она была любовницей короля Кастилии Энрике II. В результате этого романа родились двое детей:
  - Фадрике де Кастилья-и-Понсе-де-Леон, 1-й герцог Бенавенте (1360—1394)
  - Беатрис де Кастилья-и-Понсе-де-Леон (+ 1409), которые вышли замуж за Хуана Алонсо Переса де Гусмана-и-Осорио, 4-го сеньора де Санлукар-де-Баррамеда и 1-го графа де Ньебла.